# Trifena di Cizico
Trifena, in  greco η Τρύφαινα o Τρυφαίνη, (Cizico, ... – Cizico, I secolo), è stata una cristiana romana che subì il martirio e viene considerata santa.

## Biografia
Trifena nacque e crebbe a Cizico, nell'odierna Turchia: era figlia del nobile Anastasius e di Socratia. I suoi genitori le diedero il nome in onore di Antonia Trifena che era una importante cittadina di Cizico, principessa del Ponto.
Il locale governatore romano Cesario aveva condannato Trifena, perché si rifiutava di professare la religione romana pagana, mentre Trifena aveva scelto di essere una seguace di Gesù. Cesario considerò questo come contrario alla religione di Stato romana e ne ordinò la condanna a morte. 
Ufficiali romani gettarono Trifena in un forno rovente, la legarono quindi ad un albero facendola bersaglio di lance acuminate e quindi la lasciarono esanime per essere divorata dalle belve. Quando i soldati romani si resero conto che i loro sforzi per assassinarla erano vani, la gettarono in balia di un toro impazzito e a quel punto Trifena morì.

## Culto
Trifena è una dei molti santi provenienti da Cizico e patrona della città.
Viene considerata santa sia dalla Chiesa ortodossa che la ricorda il 31 gennaio, sia dalla Chiesa cattolica per la quale la ricorrenza è il 5 gennaio.